# Boca del Monte (Guatemala)
Pour les articles homonymes, voir Boca del Monte.
 (novembre 2012).
Si vous disposez d'ouvrages ou d'articles de référence ou si vous connaissez des sites web de qualité traitant du thème abordé ici, merci de compléter l'article en donnant les références utiles à sa vérifiabilité et en les liant à la section « Notes et références ».
Boca del Monte est un des principaux hameaux situés aux alentours de la ville de Guatemala, au Guatemala.